# مارکوس یورگنسون
مارکوس یورگنسون (استونیایی: Markus Jürgenson؛ زادهٔ ۹ سپتامبر ۱۹۸۷) بازیکن فوتبال اهل استونی است.
از باشگاه‌هایی که در آن بازی کرده‌است می‌توان به باشگاه فوتبال فلورا تالین، باشگاه فوتبال تی‌وی‌ام‌کی، و باشگاه فوتبال تارتو تامکا اشاره کرد.
وی همچنین در تیم‌های ملی فوتبال زیر ۲۱ سال استونی و استونی بازی کرده‌است.